# E²
Albums de Eros Ramazzotti
Calma apparente
(2005) Ali e radici
(2009)
Singles
1. Non siamo soli
Sortie : 28 septembre 2007
2. Il tempo tra di noi
Sortie : 30 novembre 2007
3. Ci parliamo da grandi
Sortie : 7 mars 2008

e² est un double album compilation des succès du chanteur et musicien pop rock italien Eros Ramazzotti, sorti en octobre 2007.

## Présentation
Il s'agit du quatorzième album de l'artiste (en incluant les albums live et les compilations), et du deuxième de ce type après Eros en 1997.
Composé de 35 titres produits entre 1984 et 2007, il se divise en 2 disques. Le premier regroupe 14 succès remastérisés et 4 titres inédits, le second contient 17 succès revisités en duo avec des artistes internationaux populaires.
Une édition limitée digipack, sortie en Italie, inclut un DVD supplémentaire de treize clips avec des crédits, sur la pochette, en italien mais, à l'exception de la piste 1, les vidéos sont réalisées en espagnol. Le menu du DVD affiche, cependant, la liste des titres espagnole correcte[réf. nécessaire].
e² est également disponible dans une édition standard double CD et DVD espagnole.
Le premier single de cet album à paraître est Non siamo soli, un duo avec le chanteur latino Ricky Martin.
L'album se classe dans de nombreux pays et atteint la 1re place des charts en Belgique francophone, en Grèce, en Italie, en Suède, ou encore en Suisse.
e² est, par ailleurs, certifié dans de nombreux pays, dont double disque de platine en Hongrie, en Suède et en Suisse.
L'album est le plus vendu en Italie en 2007, avec 600 000 exemplaires écoulés en quelques semaines.

## Liste des titres
| Disque 1 | Disque 1                                                            | Disque 1                                                   | Disque 1 | Disque 1 | Disque 1 | Disque 1 | Disque 1 | Disque 1 | Disque 1 |
| No       | Titre                                                               | Auteur                                                     | Durée    |          |          |          |          |          |          |
| -------- | ------------------------------------------------------------------- | ---------------------------------------------------------- | -------- | -------- | -------- | -------- | -------- | -------- | -------- |
| 1.       | Non Siamo Soli (Titre inédit) (duo avec Ricky Martin)               | Kaballà, Claudio Guidetti, Eros Ramazzotti                 | 3:42     |          |          |          |          |          |          |
| 2.       | Terra promessa (Remix)                                              | Alberto Salerno, Ramazzotti, Renato Brioschi               | 3:41     |          |          |          |          |          |          |
| 3.       | Una storia importante                                               | Piero Cassano, Adelio Cogliati, Ramazzotti                 | 4:00     |          |          |          |          |          |          |
| 4.       | Un cuore con le ali                                                 | Cassano, Cogliati, Ramazzotti                              | 3:52     |          |          |          |          |          |          |
| 5.       | Adesso tu                                                           | Cassano, Cogliati, Ramazzotti                              | 4:00     |          |          |          |          |          |          |
| 6.       | Se bastasse una canzone                                             | Cassano, Cogliati, Ramazzotti                              | 5:08     |          |          |          |          |          |          |
| 7.       | Cose della vita (Can't Stop Thinking of You) (duo avec Tina Turner) | Cassano, Cogliati, Ramazzotti, J. Ralston                  | 4:51     |          |          |          |          |          |          |
| 8.       | Un'altra te                                                         | Cassano, Cogliati, Ramazzotti                              | 4:42     |          |          |          |          |          |          |
| 9.       | Favola                                                              | Cassano, Cogliati, Ramazzotti                              | 4:38     |          |          |          |          |          |          |
| 10.      | L'aurora                                                            | Cogliati, Ramazzotti                                       | 5:32     |          |          |          |          |          |          |
| 11.      | Più bella cosa                                                      | Cassano, Cogliati, Ramazzotti                              | 4:27     |          |          |          |          |          |          |
| 12.      | Più che puoi (duo avec Cher)                                        | Cogliati, Ramazzotti, Antonio Galbiati, Cher               | 4:15     |          |          |          |          |          |          |
| 13.      | Non ti prometto niente                                              | Cogliati, Ramazzotti                                       | 4:05     |          |          |          |          |          |          |
| 14.      | I Belong to You (Il ritmo della passione) (duo avec Anastacia)      | DioGuardi, Kaballà, Anastacia, Guidetti, Ramazzotti        | 4:26     |          |          |          |          |          |          |
| 15.      | La nostra vita                                                      | Guidetti, Ramazzotti                                       | 4:39     |          |          |          |          |          |          |
| 16.      | Ci parliamo da grandi (Titre inédit)                                | Alice Visconti, Guy Chambers, Niccolò Agliardi, Ramazzotti | 4:34     |          |          |          |          |          |          |
| 17.      | Dove si nascondono gli angeli (Titre inédit)                        | Kaballà, Guidetti, Ramazzotti                              | 3:45     |          |          |          |          |          |          |
| 18.      | Il tempo tra di noi (Titre inédit)                                  | Kaballà, Ramazzotti, Galbiati                              | 4:26     |          |          |          |          |          |          |
| 78:44    |                                                                     |                                                            |          |          |          |          |          |          |          |

| Disque 2 | Disque 2                                                            | Disque 2                                          | Disque 2                                            | Disque 2 | Disque 2 | Disque 2 | Disque 2 | Disque 2 | Disque 2 |
| No       | Titre                                                               | Auteur                                            | Duo avec                                            | Durée    |          |          |          |          |          |
| -------- | ------------------------------------------------------------------- | ------------------------------------------------- | --------------------------------------------------- | -------- | -------- | -------- | -------- | -------- | -------- |
| 1.       | Adesso tu                                                           | Cassano, Cogliati, Ramazzotti                     | Gian Piero Reverberi et le London Session Orchestra | 3:59     |          |          |          |          |          |
| 2.       | Cose che ho visto (produit par Michele Canova)                      | Cassano, Cogliati, Ramazzotti                     |                                                     | 4:07     |          |          |          |          |          |
| 3.       | Musica è                                                            | Cassano, Cogliati, Ramazzotti                     | Gian Piero Reverberi et le London Session Orchestra | 12:24    |          |          |          |          |          |
| 4.       | Dolce Barbara                                                       | Cassano, Cogliati, Ramazzotti                     | Dado Moroni                                         | 4:23     |          |          |          |          |          |
| 5.       | Taxi Story                                                          | Cassano, Cogliati, Ramazzotti                     | Jon Spencer                                         | 4:00     |          |          |          |          |          |
| 6.       | Cose della vita (produit par John Shanks)                           | Cassano, Cogliati, Ramazzotti                     |                                                     | 4:25     |          |          |          |          |          |
| 7.       | L'aurora                                                            | Cogliati, Ramazzotti                              | Wyclef Jean                                         | 3:19     |          |          |          |          |          |
| 8.       | Più bella cosa (produit par John Shanks)                            | Cogliati, Guidetti, Ramazzotti                    |                                                     | 4:23     |          |          |          |          |          |
| 9.       | Dove c'è musica                                                     | Maurizio Fabrizio, Cogliati, Guidetti, Ramazzotti | Steve Vai                                           | 5:01     |          |          |          |          |          |
| 10.      | E ancor mi chiedo                                                   | Fabrizio, Cogliati, Guidetti, Ramazzotti          | Gian Piero Reverberi et le London Session Orchestra | 5:17     |          |          |          |          |          |
| 11.      | Fuoco nel fuoco                                                     | Cogliati, Guidetti, Ramazzotti                    | Carlos Santana                                      | 4:02     |          |          |          |          |          |
| 12.      | L'ombra del gigante (produit par Pat Leonard)                       | Lorenzo Cherubini, Cogliati, Guidetti, Ramazzotti |                                                     | 4:26     |          |          |          |          |          |
| 13.      | Il buio ha i tuoi occhi                                             | Cogliati, Guidetti, Ramazzotti                    | Rhythm Del Mundo                                    | 4:04     |          |          |          |          |          |
| 14.      | Un attimo di pace                                                   | Cogliati, Guidetti, Ramazzotti                    | Take 6                                              | 3:18     |          |          |          |          |          |
| 15.      | Un'emozione per sempre                                              | Fabrizio, Cogliati, Guidetti, Ramazzotti          | The Chieftains                                      | 3:46     |          |          |          |          |          |
| 16.      | Solo ieri                                                           | Fabrizio, Cogliati, Guidetti, Ramazzotti          | Gian Piero Reverberi et le London Session Orchestra | 4:09     |          |          |          |          |          |
| 17.      | Está pasando noviembre (version espagnole de Sta Passando Novembre) | Fabrizio, Guidetti, Ramazzotti, Cogliati, Ortiz   | Amaia Montero                                       | 4:11     |          |          |          |          |          |
| 79:53    |                                                                     |                                                   |                                                     |          |          |          |          |          |          |

| Titres supplémentaires - Édition numérique iTunes | Titres supplémentaires - Édition numérique iTunes                          | Titres supplémentaires - Édition numérique iTunes | Titres supplémentaires - Édition numérique iTunes | Titres supplémentaires - Édition numérique iTunes | Titres supplémentaires - Édition numérique iTunes | Titres supplémentaires - Édition numérique iTunes | Titres supplémentaires - Édition numérique iTunes | Titres supplémentaires - Édition numérique iTunes | Titres supplémentaires - Édition numérique iTunes |
| No                                                | Titre                                                                      | Auteur                                            | Durée                                             |                                                   |                                                   |                                                   |                                                   |                                                   |                                                   |
| ------------------------------------------------- | -------------------------------------------------------------------------- | ------------------------------------------------- | ------------------------------------------------- | ------------------------------------------------- | ------------------------------------------------- | ------------------------------------------------- | ------------------------------------------------- | ------------------------------------------------- | ------------------------------------------------- |
| 18.                                               | No Estamos Solos (avec Ricky Martin) (version espagnole de Non Siamo Soli) | Kaballà, Claudio Guidetti, Ramazzotti             | 3:41                                              |                                                   |                                                   |                                                   |                                                   |                                                   |                                                   |
| 19.                                               | Cosas de la Vida (version espagnole de Cose Della Vita)                    | Cassano, Cogliati, Ramazzotti                     | 4:31                                              |                                                   |                                                   |                                                   |                                                   |                                                   |                                                   |
| 88:05                                             |                                                                            |                                                   |                                                   |                                                   |                                                   |                                                   |                                                   |                                                   |                                                   |

| 1.  | La luce buona delle stelle (duo avec Patsy Kensit)                  | Cassano, Cogliati, Ramazzotti                          | 4:32 |
| 2.  | Se bastasse una canzone                                             | Cassano, Cogliati, Ramazzotti                          | 4:51 |
| 3.  | Ancora vita                                                         | Cassano, Cogliati, Ramazzotti                          | 4:21 |
| 4.  | Cose della vita                                                     | Cassano, Cogliati, Ramazzotti                          | 4:13 |
| 5.  | Un'altra te                                                         | Cassano, Cogliati, Ramazzotti                          | 4:21 |
| 6.  | Più bella cosa                                                      | Cassano, Cogliati, Ramazzotti                          | 4:32 |
| 7.  | Stella gemella                                                      | Ramazzotti, Cogliati, Mario Lavezzi, Vladimiro Tosetto | 5:37 |
| 8.  | L'aurora                                                            | Cogliati, Ramazzotti                                   | 4:44 |
| 9.  | Cose della vita (Can't stop thinking of you) (duo avec Tina Turner) | Cassano, Cogliati, Ramazzotti, Ralston                 | 5:07 |
| 10. | L'ombra del gigante                                                 | Cherubini, Cogliati, Guidetti, Ramazzotti              | 4:32 |
| 11. | Solo ieri                                                           | Cogliati, Guidetti, Ramazzotti                         | 4:13 |
| 12. | I Belong to You (Il ritmo della passione) (duo avec Anastacia)      | DioGuardi, Kaballà, Anastacia, Guidetti, Ramazzotti    | 4:50 |
| 13. | Bambino nel tempo                                                   | Ramazzotti, Guidetti, Giuseppe Rinaldi                 | 4:26 |

## Certifications
| Région                                                                                                 | Certification | Ventes/Streams |
| --- | ------------- | -------------- |
| Allemagne (BM)                                                                                         | Or            | 100 000^       |
| Autriche (IFPI)                                                                                        | Platine       | 20 000x        |
| Belgique (BEA)                                                                                         | Platine       | 20 000*        |
| Espagne (PME)                                                                                          | Platine       | 80 000^        |
| France (SNEP)                                                                                          | Or            | 75 000*        |
| Grèce (IFPI)                                                                                           | Or            | 7 500^         |
| Hongrie (Mahasz)                                                                                       | 2 × Platine   | 30 000x        |
| Italie (FIMI)                                                                                          | Platine       | 50 000*        |
| Pologne (ZPAV)                                                                                         | Or            | 10 000*        |
| Portugal (AFP)                                                                                         | Or            | 10 000x        |
| Suède (GLF)                                                                                            | 2 × Platine   | 80 000^        |
| Suisse (IFPI)                                                                                          | 2 × Platine   | 60 000x        |
| Résumé                                                                                                 |               |                |
| Europe (IFPI)                                                                                          | Platine       | 1 000 000*     |
| *Ventes selon la certification ^Mise en rayon selon la certification xNon précisé par la certification |               |                |